# Curaeus
Curaeus là một chi chim trong họ Icteridae.